# Prosekia pearsei
Prosekia pearsei är en kräftdjursart som först beskrevs av Albert Vandel 1952.  Prosekia pearsei ingår i släktet Prosekia och familjen Philosciidae. Inga underarter finns listade i Catalogue of Life.